# Provincia de Nahouri
Nahouri es una de las 45 provincias de Burkina Faso, su capital es Po.

## Departamentos (población estimada a 1 de julio de 2018)
La provincia está dividida en cinco departamentos:
- Guiaro 34,428
- Pô 72,562
- Tiébélé 72,281
- Zecco 11,793
- Ziou 30,479